# Данія на літніх Олімпійських іграх 2012
Данія на літніх Олімпійських іграх  2012 була представлена 113 спортсменами в 17 видах спорту.

## Нагороди
| Медаль | Спортсмен                                                         | Вид спорту            | Дисципліна                               |
| ------ | ----------------------------------------------------------------- | --------------------- | ---------------------------------------- |
| Золото | Лассе Норман Гансен                                               | Велоспорт             | чоловіки, омніум                         |
| Золото | Мадс Расмуссен Расмус Квіст Гансен                                | Академічне веслування | чоловіки, парна двійка, легка вага       |
| Срібло | Фіє Удбі Еріхсен                                                  | Академічне веслування | жінки, одиночки                          |
| Срібло | Матіас Бое Карстен Могенсен                                       | Бадмінтон             | чоловіки, парний розряд                  |
| Срібло | Йонас Гег-Крістенсен                                              | Вітрильний спорт      | чоловіки, фін                            |
| Срібло | Андерс Голдінг                                                    | Стрілецький спорт     | чоловіки, круглий стенд                  |
| Бронза | Каспер Вінтер Єргенсен Мортен Єргенсен Якоб Барсое Ескілд Еббесен | Академічне веслування | чоловіки, четвірки розстібні, легка вага |
| Бронза | Йоахім Фішер Нільсен Хрістінна Педерсен                           | Бадмінтон             | жінки, змішаний розряд                   |
| Бронза | Петер Ланг Аллан Неррегор                                         | Вітрильний спорт      | чоловіки, 49er                           |